# Asclepias amplexicaulis
Asclepias amplexicaulis es una especie fanerógama perteneciente a la familia de las apocináceas.

## Distribución y hábitat
Es nativa del América del Norte oriental, en su mayoría se encuentran en las zonas central y oriental y cultivadas en la primavera. Crece en campos de secano y bosques abiertos, generalmente en suelos arenosos, alcanzado los 30–90 cm  de altura.  contiene un veneno peligroso para los seres humanos y el ganado, se debe tener especial cuidado al usar esta planta.

## Taxonomía
Asclepias amplexicaulis fue descrita por James Edward Smith   y publicado en The Natural History of the Rare Lepidopterous Insects of Georgia 1: pl. 7. 1797.
Etimología
Asclepias: nombre genérico que Carlos Linneo nombró en honor de Esculapio (dios griego de la medicina), por las muchas aplicaciones medicinales que tiene la planta.
amplexicaulis: epíteto latino que significa "con los tallos entrelazados".
Sinonimia
- Asclepias rotundifolia Raf.[7]